# ولاد خليفة (الخنيشات)
ولاد خليفة هي إحدى مشيخات المملكة المغربية، تتبع جغرافيا لإقليم سيدي قاسم وإداريًا لالخنيشات. يقدر عدد سكانها بـ 7152 نسمة حسب الإحصاء الرسمي للسكان والسكنى لسنة 2004.